# Bardock
Bardock (バーダック, Bādakku) é um personagem fictício da franquia Dragon Ball criada por Akira Toriyama. Ele fez sua estreia como o protagonista do especial de TV Bardock: O Pai de Goku, lançado em 1990. Bardock é um guerreiro de alto poder de luta porém classe baixa Sayajin e pai de Goku.

## Criação
Bardock foi inicialmente referido indirectamente no mangá Dragon Ball por Akira Toriyama, tendo sido descrito como tendo a mesma cara que Goku. Katsuyoshi Nakatsuru  desenvolveu Bardock foi desenhado com o conceito de que "ele tem a mesma cara que Goku", um detalhe referido por Toriyama. Sua armadura foi baseada numa que foi usada pelo ator Toshiro Mifune em Os Sete Samurais, por insistência do diretor Mitsuo Hashimoto.  O desenho foi enviado a Akira Toriyama para aprovação, que acabour por fazer uma revisão final de acordo com a sua visão:
| “ | Comparado com Goku, sua expressão facial é um pouco mais austero e frio. Mas se você remover a cicatriz na bochecha, Bardock e Goku são quase idênticos. Definitivamente, pai e filho. | ” |

Com sua aparência finalizada, o próximo passo era seu nome. Como qualquer outro Saiyajin, o nome "Bardock" é um trocadilho com nome de vegetais, nesse caso, bardana. A palavra traduzida em katakana é badokku ('バー ドック, bādokku), mas o nome do personagem é escrito como Badakku (バーダック, Bādakku). Ao mudar a sílaba "da" para "do", essa alteração faz com que a palavra soe como "Bardock", que acabou se tornando o seu nome.
Toriyama ficou tão impressionado com o personagem que decidiu incluí-lo no mangá. 

## Personalidade
Bardock exibe traços de personalidade bastante típico de Saiyajins. Ele é um tanto arrogante, adora lutar, e mata a sangue frio. Ele tem uma personalidade descontraída e destemida, como evidenciado por ele e sua equipe aceitar missões que assustam até alguns soldados de Freeza, e assumindo a responsabilidade para enfrentá-lo sozinho. Ele é altamente tático nas batalhas, capaz de perceber a situação na mão e agir de acordo com ela, como mostra de sua capacidade de escapar dos homens de Freeza. No entanto, ao contrário de um Saiyajin normal, Bardock cuida profundamente dos membros de sua equipe, e é enfurecido após ter os encontrados mortos no Planeta Meat, particularmente Toma durante a sua última conversa. Até o dom de premonições começar a mudar a sua vida, Bardock pensa pouco em ser um pai, e assim ele geralmente não reconhece Kakarotto recém-nascido. Ele mostrou a sua bravura, quando ele viu a sua desgraça iminente, em vez de fugir de sua própria morte, ele optou por proteger seu planeta. Por seu confronto final com Freeza, Bardock teve uma significativa mudança de coração. Tendo enfrentado o pânico e angústia de sua vida e da existência de sua raça a chegar ao fim, ele perde todo o interesse para exterminar civilizações para ganho egoísta e, em vez disso, tenta vingar aqueles que ele matou.

## Habilidades
As principais habilidades de Bardock são as básicas de todo Saiyajin. Ele tem força e velocidades sobre-humanas, fica mais forte ao se recuperar de uma batalha e pode manipular facilmente seu Ki. Se transforma em um Oozaru quando vê a lua cheia, na continuação do filme ele consegue o super saiyajin lutando contra o ancestral de Freeza e tem a capacidade de voar através do Bukû-jutsu (舞空術, "Técnica de Dança no Céu"). Bardock se difere de toda a sua raça, por ter a habilidade de prever o futuro, adquirida após o golpe do Kanassajin. Entretanto, Bardock não tem o controle de suas premonições, que aparecem continua e repentinamente e também o poder de viagem temporal, também adquirida após co golpe do Kanassajin. Está habilidade foi utilizada por Bardock em Episódio de Bardock quando o mesmo viaja estimados 1,000 anos para o passado.
Seu poder de luta estimado é 10.000. sendo um dos mais poderosos Saiyajins que existiram naquela época. Seu golpe mais usado é o Soudou Yari (スピリットサイヤ人の, "Lança da Alma"), uma esfera azul-esbranquiçada, usada como último recurso para tentar matar Freeza, porém falhando e sendo morto no Planeta Vegeta.

## História
Bardock, tal como muitos outros da raça Saiyajin, trabalhava para Freeza, eliminando povos e conquistando planetas para que os mesmos fossem vendidos. Ele se decepcionou ao saber que seu filho recém-nascido, Kakarotto tinha um nível baixo de força e por isso ele permitiu que seu filho fosse mandado para a Terra para destruí-la porque lá eram mais fracos que ele. Após ele e sua equipe destruirem e despovoarem o planeta Kanassa, um dos seres que tinha sobrevivido ao massacre golpeou Bardock na nuca. Como resultado Bardock começa a ter premonições e, em uma de suas visões, ele vê o futuro dos Saiyajins, terminando com o planeta Vegeta sendo destruído.
Freeza obteve a informação de que os Saiyajins estão ficando cada vez mais poderosos, assim, com medo de que eles possam se rebelar contra ele, Freeza decide acabar com todos eles de uma vez. Bardock depois de levar o golpe, é levado para se recuperar de seus ferimentos em uma máquina de recuperação. Enquanto isso, seu grupo vai para despovoar mais um Planeta, porém, ao acordar, o doutor que cuidou de Bardock diz que eles foram ao Planeta Meat, e Bardock vai para lá. Ao chegar ele nota que a maioria do seu grupo está morto, mas Toma sobreviveu. Ele está a beira da morte, mas consegue dizer a Bardock que eles foram derrotados pela tropa de Freeza e que Freeza pretende eliminar os Saiyajins. Em um acto de desespero, Bardock vai derrotando um por um até encontrar Dodoria, que o derrota. Assim, Bardock vai até o Planeta Vegeta, porém gravemente ferido, e perde muito sangue. Ele tenta avisar os Saiyajins das ambições de Freeza, no entanto eles não lhe dão ouvidos, passando então a agir por conta própria.
Embora mal conseguisse andar, desejava se vingar de Freeza a todo custo, e sai em disparada ao espaço eliminando os soldados de Freeza, até dar de cara com o próprio. Bardock diz a Freeza que vai mudar o destino de todos, e dispara o Soudou Yari contra ele, porém Freeza cria uma SuperNova, que absorve o ataque de Bardock, o incenera e explode acerta o Planeta Vegeta, destruindo-o por inteiro, junto com todos que ali estavam. Sendo assim, Bardock morreu no Planeta Vegeta

### Outras aparições
Como Bardock foi principalmente a criação da Toei Animation, somente após a exibição de Bardock: O Pai de Goku que ele faria um aparição no anime. Aparece em Dragon Ball Z nos episódios "Um pesadelo de transformação! Freeza possui o poder de um milhão", "Morre Vegeta, um orgulhoso Saiyajin" e " Começa a batalha final", mas somente como flashbacks de Freeza. Em Uma Vingança Para Freeza o filme se inicia com a morte de Bardock e a explosão do Planeta Vegeta. O flashback foi mostrado mais uma vez no primeiro episódio de Dragon Ball Kai.
No jogo Dragon Ball Online, o vilão Mira volta ao passado e salva Bardock. Ele então toma conta de sua mente e o transforma em um de seus servos. Em uma das viagens do tempo, o jogador deve enfrentar Bardock, que eventualmente, se livra do controle do vilão. Contudo, quando ve seus planos frustrados, Mira derrota o Saiyajin,mas é derrotado mais tarde por Goku. Em 2011 a V-Jump criou um mangá de 3 capítulos, Dragon Ball: Episode of Bardock, para contar a história de Bardock  se ele voltasse ao passado e  se transformasse em um Super Saiyajin. 
Ele também aparece num bônus publicado mangá Jaco the Galactic Patrolman de Akira Toriyama. O especial é chamado Dragon Ball Minus, pela primeira vez aparece Gine, a mãe de Goku.